# Nižší dvouděložné
Nižší dvouděložné (Magnoliopsida) je parafyletická (tedy z pohledu dnešní kladistické taxonomie nepřirozená) skupina rostlin, která zahrnuje starobylé vývojové větve krytosemenných dvouděložných rostlin. Zahrnuje asi 5 % známých dvouděložných rostlin, celkem cca 8000 druhů v 27 čeledích.[zdroj?]

## Charakteristika
Skupina nemá žádné společné specializované znaky, náležejí sem vzhledově i ekologicky velmi různorodé rostliny. Květy však mají často vývojově původnější stavbu – neustálený počet květních částí, gyneceum z volných pestíků, tyčinky primárně zmnožené a často nerozlišené na nitku a prašník. Náležejí sem rostliny s nejstarobylejší stavbou generativních květních částí (prašníky u rodu Degeneria a Drimys, plodolisty u Amborella).
Nejtypičtější obsahové látky jsou silice a benzylisochinolinové alkaloidy.

## Taxonomie
Podle výsledků molekulárních studií skupiny APG stojí na začátku stromu krytosemenných rostlin 3 samostatné větve (řády) – Amborellales, leknínotvaré (Nymphaeales) a Austrobaileyales. Tato parafyletická skupina byla označena jako ANITA Group a vyznačuje se některými význačnými společnými znaky (čtyřjaderný zárodečný vak, diploidní endosperm, nesrostlé plodolisty). Následuje větev sdružující řád žlutokvětotvaré (Chloranthales) a skupinu označovanou jako magnoliids zahrnující řády šácholanotvaré (Magnoliales), vavřínotvaré (Laurales), kanelotvaré (Canellales) a pepřotvaré (Piperales). Poté se odštěpuje rozsáhlá větev jednoděložných rostlin. Poslední skupinou řadící se k nižším dvouděložným je řád růžkatcotvaré (Ceratophyllales), což je sesterská skupina k vyšším dvouděložným (Eudicots, Rosopsida) .

### Vývojový strom krytosemenných rostlin
Podle systému APG IV, zahrnuty jsou pouze recentní skupiny.
|                        | kanelotvaré (Canellales) |
|                        |                          |
| pepřotvaré (Piperales) | ►                        |
|                        | ►                        |

|  | vavřínotvaré (Laurales)      |
|  |                              |
|  | šácholanotvaré (Magnoliales) |
|  |                              |

|                        | kanelotvaré (Canellales) |
|                        |                          |
| pepřotvaré (Piperales) | ►                        |
|                        | ►                        |

|  | vavřínotvaré (Laurales)      |
|  |                              |
|  | šácholanotvaré (Magnoliales) |
|  |                              |

|                        | kanelotvaré (Canellales) |
|                        |                          |
| pepřotvaré (Piperales) | ►                        |
|                        | ►                        |

|  | vavřínotvaré (Laurales)      |
|  |                              |
|  | šácholanotvaré (Magnoliales) |
|  |                              |

|                        | kanelotvaré (Canellales) |
|                        |                          |
| pepřotvaré (Piperales) | ►                        |
|                        | ►                        |

|  | vavřínotvaré (Laurales)      |
|  |                              |
|  | šácholanotvaré (Magnoliales) |
|  |                              |

| jednoděložné (Monocots, Liliopsida) | ► |
|                                     | ► |
|                                     | \| \| růžkatcotvaré (Ceratophyllales) \| \| \| \| \| \| vyšší dvouděložné (Eudicots, Rosopsida) \| \| \| \| |
|                                     | |
|                                     | růžkatcotvaré (Ceratophyllales)                                                                             |
|                                     | |
|                                     | vyšší dvouděložné (Eudicots, Rosopsida)                                                                     |
|                                     | |

|  | růžkatcotvaré (Ceratophyllales)         |
|  |                                         |
|  | vyšší dvouděložné (Eudicots, Rosopsida) |
|  |                                         |

|                        | kanelotvaré (Canellales) |
|                        |                          |
| pepřotvaré (Piperales) | ►                        |
|                        | ►                        |

|  | vavřínotvaré (Laurales)      |
|  |                              |
|  | šácholanotvaré (Magnoliales) |
|  |                              |

|                        | kanelotvaré (Canellales) |
|                        |                          |
| pepřotvaré (Piperales) | ►                        |
|                        | ►                        |

|  | vavřínotvaré (Laurales)      |
|  |                              |
|  | šácholanotvaré (Magnoliales) |
|  |                              |

|                        | kanelotvaré (Canellales) |
|                        |                          |
| pepřotvaré (Piperales) | ►                        |
|                        | ►                        |

|  | vavřínotvaré (Laurales)      |
|  |                              |
|  | šácholanotvaré (Magnoliales) |
|  |                              |

|                        | kanelotvaré (Canellales) |
|                        |                          |
| pepřotvaré (Piperales) | ►                        |
|                        | ►                        |

|  | vavřínotvaré (Laurales)      |
|  |                              |
|  | šácholanotvaré (Magnoliales) |
|  |                              |

| jednoděložné (Monocots, Liliopsida) | ► |
|                                     | ► |
|                                     | \| \| růžkatcotvaré (Ceratophyllales) \| \| \| \| \| \| vyšší dvouděložné (Eudicots, Rosopsida) \| \| \| \| |
|                                     | |
|                                     | růžkatcotvaré (Ceratophyllales)                                                                             |
|                                     | |
|                                     | vyšší dvouděložné (Eudicots, Rosopsida)                                                                     |
|                                     | |

|  | růžkatcotvaré (Ceratophyllales)         |
|  |                                         |
|  | vyšší dvouděložné (Eudicots, Rosopsida) |
|  |                                         |

|                        | kanelotvaré (Canellales) |
|                        |                          |
| pepřotvaré (Piperales) | ►                        |
|                        | ►                        |

|  | vavřínotvaré (Laurales)      |
|  |                              |
|  | šácholanotvaré (Magnoliales) |
|  |                              |

|                        | kanelotvaré (Canellales) |
|                        |                          |
| pepřotvaré (Piperales) | ►                        |
|                        | ►                        |

|  | vavřínotvaré (Laurales)      |
|  |                              |
|  | šácholanotvaré (Magnoliales) |
|  |                              |

|                        | kanelotvaré (Canellales) |
|                        |                          |
| pepřotvaré (Piperales) | ►                        |
|                        | ►                        |

|  | vavřínotvaré (Laurales)      |
|  |                              |
|  | šácholanotvaré (Magnoliales) |
|  |                              |

|                        | kanelotvaré (Canellales) |
|                        |                          |
| pepřotvaré (Piperales) | ►                        |
|                        | ►                        |

|  | vavřínotvaré (Laurales)      |
|  |                              |
|  | šácholanotvaré (Magnoliales) |
|  |                              |

| jednoděložné (Monocots, Liliopsida) | ► |
|                                     | ► |
|                                     | \| \| růžkatcotvaré (Ceratophyllales) \| \| \| \| \| \| vyšší dvouděložné (Eudicots, Rosopsida) \| \| \| \| |
|                                     | |
|                                     | růžkatcotvaré (Ceratophyllales)                                                                             |
|                                     | |
|                                     | vyšší dvouděložné (Eudicots, Rosopsida)                                                                     |
|                                     | |

|  | růžkatcotvaré (Ceratophyllales)         |
|  |                                         |
|  | vyšší dvouděložné (Eudicots, Rosopsida) |
|  |                                         |

|                        | kanelotvaré (Canellales) |
|                        |                          |
| pepřotvaré (Piperales) | ►                        |
|                        | ►                        |

|  | vavřínotvaré (Laurales)      |
|  |                              |
|  | šácholanotvaré (Magnoliales) |
|  |                              |

|                        | kanelotvaré (Canellales) |
|                        |                          |
| pepřotvaré (Piperales) | ►                        |
|                        | ►                        |

|  | vavřínotvaré (Laurales)      |
|  |                              |
|  | šácholanotvaré (Magnoliales) |
|  |                              |

|                        | kanelotvaré (Canellales) |
|                        |                          |
| pepřotvaré (Piperales) | ►                        |
|                        | ►                        |

|  | vavřínotvaré (Laurales)      |
|  |                              |
|  | šácholanotvaré (Magnoliales) |
|  |                              |

|                        | kanelotvaré (Canellales) |
|                        |                          |
| pepřotvaré (Piperales) | ►                        |
|                        | ►                        |

|  | vavřínotvaré (Laurales)      |
|  |                              |
|  | šácholanotvaré (Magnoliales) |
|  |                              |

| jednoděložné (Monocots, Liliopsida) | ► |
|                                     | ► |
|                                     | \| \| růžkatcotvaré (Ceratophyllales) \| \| \| \| \| \| vyšší dvouděložné (Eudicots, Rosopsida) \| \| \| \| |
|                                     | |
|                                     | růžkatcotvaré (Ceratophyllales)                                                                             |
|                                     | |
|                                     | vyšší dvouděložné (Eudicots, Rosopsida)                                                                     |
|                                     | |

|  | růžkatcotvaré (Ceratophyllales)         |
|  |                                         |
|  | vyšší dvouděložné (Eudicots, Rosopsida) |
|  |                                         |

|                        | kanelotvaré (Canellales) |
|                        |                          |
| pepřotvaré (Piperales) | ►                        |
|                        | ►                        |

|  | vavřínotvaré (Laurales)      |
|  |                              |
|  | šácholanotvaré (Magnoliales) |
|  |                              |

|                        | kanelotvaré (Canellales) |
|                        |                          |
| pepřotvaré (Piperales) | ►                        |
|                        | ►                        |

|  | vavřínotvaré (Laurales)      |
|  |                              |
|  | šácholanotvaré (Magnoliales) |
|  |                              |

|                        | kanelotvaré (Canellales) |
|                        |                          |
| pepřotvaré (Piperales) | ►                        |
|                        | ►                        |

|  | vavřínotvaré (Laurales)      |
|  |                              |
|  | šácholanotvaré (Magnoliales) |
|  |                              |

|                        | kanelotvaré (Canellales) |
|                        |                          |
| pepřotvaré (Piperales) | ►                        |
|                        | ►                        |

|  | vavřínotvaré (Laurales)      |
|  |                              |
|  | šácholanotvaré (Magnoliales) |
|  |                              |

| jednoděložné (Monocots, Liliopsida) | ► |
|                                     | ► |
|                                     | \| \| růžkatcotvaré (Ceratophyllales) \| \| \| \| \| \| vyšší dvouděložné (Eudicots, Rosopsida) \| \| \| \| |
|                                     | |
|                                     | růžkatcotvaré (Ceratophyllales)                                                                             |
|                                     | |
|                                     | vyšší dvouděložné (Eudicots, Rosopsida)                                                                     |
|                                     | |

|  | růžkatcotvaré (Ceratophyllales)         |
|  |                                         |
|  | vyšší dvouděložné (Eudicots, Rosopsida) |
|  |                                         |

|                        | kanelotvaré (Canellales) |
|                        |                          |
| pepřotvaré (Piperales) | ►                        |
|                        | ►                        |

|  | vavřínotvaré (Laurales)      |
|  |                              |
|  | šácholanotvaré (Magnoliales) |
|  |                              |

|                        | kanelotvaré (Canellales) |
|                        |                          |
| pepřotvaré (Piperales) | ►                        |
|                        | ►                        |

|  | vavřínotvaré (Laurales)      |
|  |                              |
|  | šácholanotvaré (Magnoliales) |
|  |                              |

|                        | kanelotvaré (Canellales) |
|                        |                          |
| pepřotvaré (Piperales) | ►                        |
|                        | ►                        |

|  | vavřínotvaré (Laurales)      |
|  |                              |
|  | šácholanotvaré (Magnoliales) |
|  |                              |

|                        | kanelotvaré (Canellales) |
|                        |                          |
| pepřotvaré (Piperales) | ►                        |
|                        | ►                        |

|  | vavřínotvaré (Laurales)      |
|  |                              |
|  | šácholanotvaré (Magnoliales) |
|  |                              |

| jednoděložné (Monocots, Liliopsida) | ► |
|                                     | ► |
|                                     | \| \| růžkatcotvaré (Ceratophyllales) \| \| \| \| \| \| vyšší dvouděložné (Eudicots, Rosopsida) \| \| \| \| |
|                                     | |
|                                     | růžkatcotvaré (Ceratophyllales)                                                                             |
|                                     | |
|                                     | vyšší dvouděložné (Eudicots, Rosopsida)                                                                     |
|                                     | |

|  | růžkatcotvaré (Ceratophyllales)         |
|  |                                         |
|  | vyšší dvouděložné (Eudicots, Rosopsida) |
|  |                                         |

|                        | kanelotvaré (Canellales) |
|                        |                          |
| pepřotvaré (Piperales) | ►                        |
|                        | ►                        |

|  | vavřínotvaré (Laurales)      |
|  |                              |
|  | šácholanotvaré (Magnoliales) |
|  |                              |

|                        | kanelotvaré (Canellales) |
|                        |                          |
| pepřotvaré (Piperales) | ►                        |
|                        | ►                        |

|  | vavřínotvaré (Laurales)      |
|  |                              |
|  | šácholanotvaré (Magnoliales) |
|  |                              |

|                        | kanelotvaré (Canellales) |
|                        |                          |
| pepřotvaré (Piperales) | ►                        |
|                        | ►                        |

|  | vavřínotvaré (Laurales)      |
|  |                              |
|  | šácholanotvaré (Magnoliales) |
|  |                              |

|                        | kanelotvaré (Canellales) |
|                        |                          |
| pepřotvaré (Piperales) | ►                        |
|                        | ►                        |

|  | vavřínotvaré (Laurales)      |
|  |                              |
|  | šácholanotvaré (Magnoliales) |
|  |                              |

| jednoděložné (Monocots, Liliopsida) | ► |
|                                     | ► |
|                                     | \| \| růžkatcotvaré (Ceratophyllales) \| \| \| \| \| \| vyšší dvouděložné (Eudicots, Rosopsida) \| \| \| \| |
|                                     | |
|                                     | růžkatcotvaré (Ceratophyllales)                                                                             |
|                                     | |
|                                     | vyšší dvouděložné (Eudicots, Rosopsida)                                                                     |
|                                     | |

|  | růžkatcotvaré (Ceratophyllales)         |
|  |                                         |
|  | vyšší dvouděložné (Eudicots, Rosopsida) |
|  |                                         |

|                        | kanelotvaré (Canellales) |
|                        |                          |
| pepřotvaré (Piperales) | ►                        |
|                        | ►                        |

|  | vavřínotvaré (Laurales)      |
|  |                              |
|  | šácholanotvaré (Magnoliales) |
|  |                              |

|                        | kanelotvaré (Canellales) |
|                        |                          |
| pepřotvaré (Piperales) | ►                        |
|                        | ►                        |

|  | vavřínotvaré (Laurales)      |
|  |                              |
|  | šácholanotvaré (Magnoliales) |
|  |                              |

|                        | kanelotvaré (Canellales) |
|                        |                          |
| pepřotvaré (Piperales) | ►                        |
|                        | ►                        |

|  | vavřínotvaré (Laurales)      |
|  |                              |
|  | šácholanotvaré (Magnoliales) |
|  |                              |

|                        | kanelotvaré (Canellales) |
|                        |                          |
| pepřotvaré (Piperales) | ►                        |
|                        | ►                        |

|  | vavřínotvaré (Laurales)      |
|  |                              |
|  | šácholanotvaré (Magnoliales) |
|  |                              |

| jednoděložné (Monocots, Liliopsida) | ► |
|                                     | ► |
|                                     | \| \| růžkatcotvaré (Ceratophyllales) \| \| \| \| \| \| vyšší dvouděložné (Eudicots, Rosopsida) \| \| \| \| |
|                                     | |
|                                     | růžkatcotvaré (Ceratophyllales)                                                                             |
|                                     | |
|                                     | vyšší dvouděložné (Eudicots, Rosopsida)                                                                     |
|                                     | |

|  | růžkatcotvaré (Ceratophyllales)         |
|  |                                         |
|  | vyšší dvouděložné (Eudicots, Rosopsida) |
|  |                                         |

|                        | kanelotvaré (Canellales) |
|                        |                          |
| pepřotvaré (Piperales) | ►                        |
|                        | ►                        |

|  | vavřínotvaré (Laurales)      |
|  |                              |
|  | šácholanotvaré (Magnoliales) |
|  |                              |

|                        | kanelotvaré (Canellales) |
|                        |                          |
| pepřotvaré (Piperales) | ►                        |
|                        | ►                        |

|  | vavřínotvaré (Laurales)      |
|  |                              |
|  | šácholanotvaré (Magnoliales) |
|  |                              |

|                        | kanelotvaré (Canellales) |
|                        |                          |
| pepřotvaré (Piperales) | ►                        |
|                        | ►                        |

|  | vavřínotvaré (Laurales)      |
|  |                              |
|  | šácholanotvaré (Magnoliales) |
|  |                              |

|                        | kanelotvaré (Canellales) |
|                        |                          |
| pepřotvaré (Piperales) | ►                        |
|                        | ►                        |

|  | vavřínotvaré (Laurales)      |
|  |                              |
|  | šácholanotvaré (Magnoliales) |
|  |                              |

| jednoděložné (Monocots, Liliopsida) | ► |
|                                     | ► |
|                                     | \| \| růžkatcotvaré (Ceratophyllales) \| \| \| \| \| \| vyšší dvouděložné (Eudicots, Rosopsida) \| \| \| \| |
|                                     | |
|                                     | růžkatcotvaré (Ceratophyllales)                                                                             |
|                                     | |
|                                     | vyšší dvouděložné (Eudicots, Rosopsida)                                                                     |
|                                     | |

|  | růžkatcotvaré (Ceratophyllales)         |
|  |                                         |
|  | vyšší dvouděložné (Eudicots, Rosopsida) |
|  |                                         |

|                        | kanelotvaré (Canellales) |
|                        |                          |
| pepřotvaré (Piperales) | ►                        |
|                        | ►                        |

|  | vavřínotvaré (Laurales)      |
|  |                              |
|  | šácholanotvaré (Magnoliales) |
|  |                              |

|                        | kanelotvaré (Canellales) |
|                        |                          |
| pepřotvaré (Piperales) | ►                        |
|                        | ►                        |

|  | vavřínotvaré (Laurales)      |
|  |                              |
|  | šácholanotvaré (Magnoliales) |
|  |                              |

|                        | kanelotvaré (Canellales) |
|                        |                          |
| pepřotvaré (Piperales) | ►                        |
|                        | ►                        |

|  | vavřínotvaré (Laurales)      |
|  |                              |
|  | šácholanotvaré (Magnoliales) |
|  |                              |

|                        | kanelotvaré (Canellales) |
|                        |                          |
| pepřotvaré (Piperales) | ►                        |
|                        | ►                        |

|  | vavřínotvaré (Laurales)      |
|  |                              |
|  | šácholanotvaré (Magnoliales) |
|  |                              |

| jednoděložné (Monocots, Liliopsida) | ► |
|                                     | ► |
|                                     | \| \| růžkatcotvaré (Ceratophyllales) \| \| \| \| \| \| vyšší dvouděložné (Eudicots, Rosopsida) \| \| \| \| |
|                                     | |
|                                     | růžkatcotvaré (Ceratophyllales)                                                                             |
|                                     | |
|                                     | vyšší dvouděložné (Eudicots, Rosopsida)                                                                     |
|                                     | |

|  | růžkatcotvaré (Ceratophyllales)         |
|  |                                         |
|  | vyšší dvouděložné (Eudicots, Rosopsida) |
|  |                                         |

|                        | kanelotvaré (Canellales) |
|                        |                          |
| pepřotvaré (Piperales) | ►                        |
|                        | ►                        |

|  | vavřínotvaré (Laurales)      |
|  |                              |
|  | šácholanotvaré (Magnoliales) |
|  |                              |

|                        | kanelotvaré (Canellales) |
|                        |                          |
| pepřotvaré (Piperales) | ►                        |
|                        | ►                        |

|  | vavřínotvaré (Laurales)      |
|  |                              |
|  | šácholanotvaré (Magnoliales) |
|  |                              |

|                        | kanelotvaré (Canellales) |
|                        |                          |
| pepřotvaré (Piperales) | ►                        |
|                        | ►                        |

|  | vavřínotvaré (Laurales)      |
|  |                              |
|  | šácholanotvaré (Magnoliales) |
|  |                              |

|                        | kanelotvaré (Canellales) |
|                        |                          |
| pepřotvaré (Piperales) | ►                        |
|                        | ►                        |

|  | vavřínotvaré (Laurales)      |
|  |                              |
|  | šácholanotvaré (Magnoliales) |
|  |                              |

| jednoděložné (Monocots, Liliopsida) | ► |
|                                     | ► |
|                                     | \| \| růžkatcotvaré (Ceratophyllales) \| \| \| \| \| \| vyšší dvouděložné (Eudicots, Rosopsida) \| \| \| \| |
|                                     | |
|                                     | růžkatcotvaré (Ceratophyllales)                                                                             |
|                                     | |
|                                     | vyšší dvouděložné (Eudicots, Rosopsida)                                                                     |
|                                     | |

|  | růžkatcotvaré (Ceratophyllales)         |
|  |                                         |
|  | vyšší dvouděložné (Eudicots, Rosopsida) |
|  |                                         |

|                        | kanelotvaré (Canellales) |
|                        |                          |
| pepřotvaré (Piperales) | ►                        |
|                        | ►                        |

|  | vavřínotvaré (Laurales)      |
|  |                              |
|  | šácholanotvaré (Magnoliales) |
|  |                              |

|                        | kanelotvaré (Canellales) |
|                        |                          |
| pepřotvaré (Piperales) | ►                        |
|                        | ►                        |

|  | vavřínotvaré (Laurales)      |
|  |                              |
|  | šácholanotvaré (Magnoliales) |
|  |                              |

|                        | kanelotvaré (Canellales) |
|                        |                          |
| pepřotvaré (Piperales) | ►                        |
|                        | ►                        |

|  | vavřínotvaré (Laurales)      |
|  |                              |
|  | šácholanotvaré (Magnoliales) |
|  |                              |

|                        | kanelotvaré (Canellales) |
|                        |                          |
| pepřotvaré (Piperales) | ►                        |
|                        | ►                        |

|  | vavřínotvaré (Laurales)      |
|  |                              |
|  | šácholanotvaré (Magnoliales) |
|  |                              |

| jednoděložné (Monocots, Liliopsida) | ► |
|                                     | ► |
|                                     | \| \| růžkatcotvaré (Ceratophyllales) \| \| \| \| \| \| vyšší dvouděložné (Eudicots, Rosopsida) \| \| \| \| |
|                                     | |
|                                     | růžkatcotvaré (Ceratophyllales)                                                                             |
|                                     | |
|                                     | vyšší dvouděložné (Eudicots, Rosopsida)                                                                     |
|                                     | |

|  | růžkatcotvaré (Ceratophyllales)         |
|  |                                         |
|  | vyšší dvouděložné (Eudicots, Rosopsida) |
|  |                                         |

|                        | kanelotvaré (Canellales) |
|                        |                          |
| pepřotvaré (Piperales) | ►                        |
|                        | ►                        |

|  | vavřínotvaré (Laurales)      |
|  |                              |
|  | šácholanotvaré (Magnoliales) |
|  |                              |

|                        | kanelotvaré (Canellales) |
|                        |                          |
| pepřotvaré (Piperales) | ►                        |
|                        | ►                        |

|  | vavřínotvaré (Laurales)      |
|  |                              |
|  | šácholanotvaré (Magnoliales) |
|  |                              |

|                        | kanelotvaré (Canellales) |
|                        |                          |
| pepřotvaré (Piperales) | ►                        |
|                        | ►                        |

|  | vavřínotvaré (Laurales)      |
|  |                              |
|  | šácholanotvaré (Magnoliales) |
|  |                              |

|                        | kanelotvaré (Canellales) |
|                        |                          |
| pepřotvaré (Piperales) | ►                        |
|                        | ►                        |

|  | vavřínotvaré (Laurales)      |
|  |                              |
|  | šácholanotvaré (Magnoliales) |
|  |                              |

| jednoděložné (Monocots, Liliopsida) | ► |
|                                     | ► |
|                                     | \| \| růžkatcotvaré (Ceratophyllales) \| \| \| \| \| \| vyšší dvouděložné (Eudicots, Rosopsida) \| \| \| \| |
|                                     | |
|                                     | růžkatcotvaré (Ceratophyllales)                                                                             |
|                                     | |
|                                     | vyšší dvouděložné (Eudicots, Rosopsida)                                                                     |
|                                     | |

|  | růžkatcotvaré (Ceratophyllales)         |
|  |                                         |
|  | vyšší dvouděložné (Eudicots, Rosopsida) |
|  |                                         |

|                        | kanelotvaré (Canellales) |
|                        |                          |
| pepřotvaré (Piperales) | ►                        |
|                        | ►                        |

|  | vavřínotvaré (Laurales)      |
|  |                              |
|  | šácholanotvaré (Magnoliales) |
|  |                              |

|                        | kanelotvaré (Canellales) |
|                        |                          |
| pepřotvaré (Piperales) | ►                        |
|                        | ►                        |

|  | vavřínotvaré (Laurales)      |
|  |                              |
|  | šácholanotvaré (Magnoliales) |
|  |                              |

|                        | kanelotvaré (Canellales) |
|                        |                          |
| pepřotvaré (Piperales) | ►                        |
|                        | ►                        |

|  | vavřínotvaré (Laurales)      |
|  |                              |
|  | šácholanotvaré (Magnoliales) |
|  |                              |

|                        | kanelotvaré (Canellales) |
|                        |                          |
| pepřotvaré (Piperales) | ►                        |
|                        | ►                        |

|  | vavřínotvaré (Laurales)      |
|  |                              |
|  | šácholanotvaré (Magnoliales) |
|  |                              |

| jednoděložné (Monocots, Liliopsida) | ► |
|                                     | ► |
|                                     | \| \| růžkatcotvaré (Ceratophyllales) \| \| \| \| \| \| vyšší dvouděložné (Eudicots, Rosopsida) \| \| \| \| |
|                                     | |
|                                     | růžkatcotvaré (Ceratophyllales)                                                                             |
|                                     | |
|                                     | vyšší dvouděložné (Eudicots, Rosopsida)                                                                     |
|                                     | |

|  | růžkatcotvaré (Ceratophyllales)         |
|  |                                         |
|  | vyšší dvouděložné (Eudicots, Rosopsida) |
|  |                                         |

|                        | kanelotvaré (Canellales) |
|                        |                          |
| pepřotvaré (Piperales) | ►                        |
|                        | ►                        |

|  | vavřínotvaré (Laurales)      |
|  |                              |
|  | šácholanotvaré (Magnoliales) |
|  |                              |

|                        | kanelotvaré (Canellales) |
|                        |                          |
| pepřotvaré (Piperales) | ►                        |
|                        | ►                        |

|  | vavřínotvaré (Laurales)      |
|  |                              |
|  | šácholanotvaré (Magnoliales) |
|  |                              |

|                        | kanelotvaré (Canellales) |
|                        |                          |
| pepřotvaré (Piperales) | ►                        |
|                        | ►                        |

|  | vavřínotvaré (Laurales)      |
|  |                              |
|  | šácholanotvaré (Magnoliales) |
|  |                              |

|                        | kanelotvaré (Canellales) |
|                        |                          |
| pepřotvaré (Piperales) | ►                        |
|                        | ►                        |

|  | vavřínotvaré (Laurales)      |
|  |                              |
|  | šácholanotvaré (Magnoliales) |
|  |                              |

| jednoděložné (Monocots, Liliopsida) | ► |
|                                     | ► |
|                                     | \| \| růžkatcotvaré (Ceratophyllales) \| \| \| \| \| \| vyšší dvouděložné (Eudicots, Rosopsida) \| \| \| \| |
|                                     | |
|                                     | růžkatcotvaré (Ceratophyllales)                                                                             |
|                                     | |
|                                     | vyšší dvouděložné (Eudicots, Rosopsida)                                                                     |
|                                     | |

|  | růžkatcotvaré (Ceratophyllales)         |
|  |                                         |
|  | vyšší dvouděložné (Eudicots, Rosopsida) |
|  |                                         |

|                        | kanelotvaré (Canellales) |
|                        |                          |
| pepřotvaré (Piperales) | ►                        |
|                        | ►                        |

|  | vavřínotvaré (Laurales)      |
|  |                              |
|  | šácholanotvaré (Magnoliales) |
|  |                              |

|                        | kanelotvaré (Canellales) |
|                        |                          |
| pepřotvaré (Piperales) | ►                        |
|                        | ►                        |

|  | vavřínotvaré (Laurales)      |
|  |                              |
|  | šácholanotvaré (Magnoliales) |
|  |                              |

|                        | kanelotvaré (Canellales) |
|                        |                          |
| pepřotvaré (Piperales) | ►                        |
|                        | ►                        |

|  | vavřínotvaré (Laurales)      |
|  |                              |
|  | šácholanotvaré (Magnoliales) |
|  |                              |

|                        | kanelotvaré (Canellales) |
|                        |                          |
| pepřotvaré (Piperales) | ►                        |
|                        | ►                        |

|  | vavřínotvaré (Laurales)      |
|  |                              |
|  | šácholanotvaré (Magnoliales) |
|  |                              |

| jednoděložné (Monocots, Liliopsida) | ► |
|                                     | ► |
|                                     | \| \| růžkatcotvaré (Ceratophyllales) \| \| \| \| \| \| vyšší dvouděložné (Eudicots, Rosopsida) \| \| \| \| |
|                                     | |
|                                     | růžkatcotvaré (Ceratophyllales)                                                                             |
|                                     | |
|                                     | vyšší dvouděložné (Eudicots, Rosopsida)                                                                     |
|                                     | |

|  | růžkatcotvaré (Ceratophyllales)         |
|  |                                         |
|  | vyšší dvouděložné (Eudicots, Rosopsida) |
|  |                                         |

### Taxonomické členění
(dle aktualizovaného systému APG IV, vydaného v roce 2016)
řád Amborellales
čeleď Amborellaceae
řád leknínotvaré (Nymphaeales)
čeleď kabombovité (Cabombaceae)
čeleď Hydatellaceae
čeleď leknínovité (Nymphaeaceae)
řád Austrobaileyales
čeleď Austrobaileyaceae
čeleď klanopraškovité (Schisandraceae)
čeleď Trimeniaceae
řád žlutokvětotvaré (Chloranthales)
čeleď žlutokvětovité (Chloranthaceae)
řád šácholanotvaré (Magnoliales)
čeleď láhevníkovité (Annonaceae)
čeleď Degeneriaceae
čeleď Eupomatiaceae
čeleď Himantandraceae
čeleď šácholanovité (Magnoliaceae)
čeleď muškátovníkovité (Myristicaceae)
řád vavřínotvaré (Laurales)
čeleď Atherospermataceae
čeleď sazaníkovité (Calycanthaceae)
čeleď Gomortegaceae
čeleď stukačovité (Hernandiaceae)
čeleď vavřínovité (Lauraceae)
čeleď Monimiaceae
čeleď Siparunaceae
řád kanelotvaré (Canellales)
čeleď kanelovité (Canellaceae)
čeleď winterovité (Winteraceae)
řád pepřotvaré (Piperales)
čeleď podražcovité (Aristolochiaceae) <včetně čeledi Hydnoraceae a Lactoridaceae>
čeleď pepřovníkovité (Piperaceae)
čeleď ještěrkovcovité (Saururaceae)
řád růžkatcotvaré (Ceratophyllales)
čeleď růžkatcovité (Ceratophyllaceae)